# Cymothoe lucretia
Cymothoe lucretia är en fjärilsart som beskrevs av Heinrich Neustetter 1916. Cymothoe lucretia ingår i släktet Cymothoe och familjen praktfjärilar. Inga underarter finns listade i Catalogue of Life.